# 이완호
이완호(李完浩, 1938년 9월 30일 ~ 2019년 9월 2일)은 대한민국의 성우이며, 연극 배우, 방송인이다. 1959년 연극 배우로 활동을 시작하였으며, 1963년에는 DBS에 1기 성우로 입사하였다. 언론통폐합으로 이후에는 KBS 6기로 분류되었다.

## 사망
- 2019년 9월 2일에 향년 82세(만 80세)로 별세하였다.

## 주요 출연작품

### 애니메이션
- 80일간의 세계일주 (투니버스) - 필리어스 포그
- 공자전 (KBS) - 해설
- 벨과 마법의 성(KBS) - 해설 / 웹스터
- 슈퍼맨 (SBS) - 루디
- 지구용사 선가드 (KBS) - 나천재 박사
- 요술천사 꽃분이 (MBC)
- 타이거마스크 (KBS)
- 윈다리아 (VIDEO) - 해설
- 원피스 스폐셜: 3D2Y (투니버스) - 실버즈 레일리

### 애니메이션 영화
- 돼지코 아기공룡 임피의 모험 - 티버튼 박사
- 부도리의 꿈 : 구스코 부도리 전기 - 해설

### 외화

#### 전담배우
- 로버트 듀발
  - 레인 피플 (KBS) - 고든
  - 사랑 게임 (SBS) - 아버지
  - 식스티 세컨즈 (KBS, SBS) - 할리웰
  - 존 큐 (KBS) - 프랭크
  - 지옥의 묵시록 (KBS) - 킬고어 대령
  - 페노메논 (KBS) - 브런더 박사
  - 폭풍의 질주 (KBS) - 해리
  - 6번째 날 (KBS) - 위어 박사
- 앤서니 홉킨스
  - 가을의 전설 (KBS) - 윌리엄
  - 드라큘라 (KBS) - 반 헬싱
  - 새벽의 비밀 (KBS) - 케시어스
  - 양들의 침묵 (KBS) - 한니발 렉터
  - 이노센트 (KBS) - 밥 글래스
  - 인스팅트 (KBS) - 파월
  - 채플린 (KBS) - 조지
  - 프리잭 (KBS) - 맥캔들리스
- 진 해크먼
  - 멕시칸 (KBS) - 마골리스
  - 슈퍼맨 (97년 더빙판/KBS) - 렉스 루터
    - 슈퍼맨 2 (97년 더빙판/KBS) - 렉스 루터

  - 에너미 오브 스테이트 (KBS) - 브릴
  - 용서받지 못한 자 (KBS) - 빌 보안관
  - 퀵 앤 데드 (KBS) - 헤롯
  - 포세이돈 어드벤처 (95년 더빙판/KBS) - 목사
  - 프렌치 커넥션 (95년 더빙판/KBS) - 지미 도일 형사
- 잭 니컬슨
  - 디파티드 (KBS) - 코스텔로
  - 사랑할 때 버려야 할 아까운 것들 (KBS) - 해리
  - 어 퓨 굿 맨 (KBS) - 제섭 대령
  - 울프 (KBS) - 윌 랜탈
  - 이보다 더 좋을 순 없다 (KBS) - 유달
- 크리스토퍼 로이드
  - 미티어 (KBS) - 리먼 박사
  - 백 투 더 퓨처 (KBS) - 브라운 박사
    - 백 투 더 퓨처 2 (KBS) - 브라운 박사
    - 백 투 더 퓨처 3 (KBS) - 브라운 박사

  - 화성인 마틴 (KBS) - 마틴
- 벤 킹즐리
  - 럭키 넘버 슬레븐 (KBS) - 랍비
  - 쉰들러 리스트 (KBS) - 슈텐
  - 올리버 트위스트 (KBS) - 페이긴
- 장루이 트랭티냥
  - 세 가지 색: 레드 (KBS) - 판사
  - 아무르 (KBS) - 조르쥬
  - 영웅 알베르 (KBS) - 늙은 알베르
- 커트우드 스미스
  - 언더시즈 2 (KBS) - 스탠리
  - 죽은 시인의 사회 (KBS) - 닐의 아버지
  - 포트리스 (KBS) - 포우
  - 크러쉬 (SBS) - 클리프 포레스터
- 막스 폰 쉬도브
  - 러시아워 3 (SBS) - 레나르
  - 잠수종과 나비 (KBS) - 파피뉴
  - 최후의 전사 (KBS) - 배런
- 제프리 러시
  - 뮌헨 (KBS) - 에프라임
  - 킹스 스피치 (KBS) - 라이오넬
- 존 보이트
  - 제너럴 (KBS) - 케니 경감
  - 툼 레이더 (KBS) - 크로프트 경
- 험프리 보가트
  - 카사블랑카 (KBS) - 릭 브레인
  - 케인호의 반란 (KBS) - 퀴그 선장
- 데이비드 니븐
  - 나바론의 요새 (KBS) - 밀러 상병
  - 나일 강의 죽음 (97년 더빙판/KBS) - 레이스

#### 드라마
- 전쟁과 추억 (KBS) - 히틀러 (스티븐 버코프)
- 공포의 비행 (KBS) - 젠킨스 (딘 스톡웰)
- 남과 북 (KBS) - 저스틴 (데이비드 캐러딘)
- 닥터 후 (KBS) - 전쟁의 닥터 (존 허트)
- 아라비아의 로렌스 (KBS)
- 찰리 제이드 (KBS) - 브라이언 박사 (그레이엄 클락)
- V (KBS) - 타일러 (마이클 아이언사이드)

#### 영화
- 가위손 (KBS) -  발명가(빈센트 프라이스)
- 걸 파이트 (KBS)
- 글래디에이터 (KBS) - 패피 (로버트 로자)
- 글리머 맨 (KBS) - 스미스 반장 (브라이언 콕스)
- 기사 윌리엄 (KBS)
- 꼬마돼지 베이브 (KBS) - 해설 (로스코 리 브라운)
- 나일의 대모험 (KBS)
- 대부 3 (KBS)
- 더 게임 (KBS)
- 더 록 (KBS, SBS) - 워맥 (존 스펜서)
- 데이트 소동 (KBS) - 리치먼드 대통령 (대브니 콜먼)
- 듄 (SBS) - 할렉 (패트릭 스튜어트)
- 디디에 (SBS) - 쟝 피에르 (장피에르 바크리)
- 라디오 살인사건 (KBS)
- 레드 플래닛 (SBS) - 챈탈래스 (테런스 스탬프)
- 레미제라블 (SBS) - 자베르(미셀 부케)
- 레이더스 (KBS) - 벨로크 (폴 프리먼)
- 로마 제국의 멸망(KBS) - 티모니데스(제임스 메이슨) / 나레이션(로버트 리에티)
- 르 지탕 (KBS)
- 마이 페어 레이디 (KBS) - 히긴스 교수 (렉스 해리슨)
- 막을 올려라 (KBS) - 셀스틴 (덴홈 엘리엇)
- 매버릭 (KBS) - 제인 쿠퍼 (제임스 가너)
- 맬리스 (KBS)
- 못 말리는 첩보원 (KBS)
- 무숙자 (KBS) - 잭 (헨리 폰다)
- 미녀 삼총사 (SBS) - 찰리 (존 포사이스)
  - 미녀 삼총사 2 (SBS) - 찰리 (존 포사이스)
- 벤허 (SBS) - 아리우스 (잭 호킨스)
- 보이즈 게임 (KBS) - 조 삼촌 (스티븐 맥해티)
- 볼 폰 (KBS)
- 브라질에서 온 소년 (SBS) - 진이베르트 (제임스 메이든)
- 브레이브하트 (KBS) - 로버트의 아버지 (이언 배넌)
- 비각칠 2 (SBS) - 사부(우마)
- 사이더 하우스 (KBS) - 윌버 선생 (마이클 케인)
- 사이코 4 (KBS) - 리치몬드 박사 (워런 프로스트)
- 선택받은 사람들 (KBS) - 맬터 교수 (막시밀리안 셸)
- 성룡의 CIA (SBS) - 셔먼 (에드 넬슨)
- 세인트 (SBS) - 베레샤긴 (마이클 번)
- 소리없는 승리 (KBS) - 더피 (제임스 패런티노)
- 슈퍼맨 3 (KBS) - 로스 (로버트 본)
- 조슈아 트리 (SBS) - 세브란스 (조지 시걸)
- 스타 워즈 에피소드 1: 보이지 않는 위험 (KBS) - 펠퍼틴 의장 (이언 맥더미드)
  - 스타 워즈 에피소드 2: 클론의 습격 (KBS) - 펠퍼틴 의장 (이언 맥더미드)
  - 스타 워즈 에피소드 5: 제국의 역습 (KBS) - 펠퍼틴 황제 (이언 맥더미드)
  - 스타 워즈 에피소드 6: 제다이의 귀환 (KBS) - 펠퍼틴 황제 (이언 맥더미드)
- 스피드 (KBS, SBS) - 페인 (데니스 호퍼)
- 씬 레드 라인 (MBC) - 톨 중령 (닉 놀티)
- 아마데우스 (KBS) - 살리에르 (F. 머리 에이브러햄)
- 아멜리에 (KBS) - 유리 할아버지 / 검표원
- 알비노 엘리게이터 (KBS)
- 애니멀 (KBS) - 와일더 박사 (마이클 카턴)
- 야망의 제물 (SBS) - 스틸러스 의원 (리처드 위드마크)
- 어나더 이어 (KBS) - 로니 (데이비드 브래들리)
- 엑스맨 (SBS) - 자비에 교수 (패트릭 스튜어트)
- 엑스페리먼트 (KBS) - 베루스 (유스투스 폰 도나니)
- 오명 (KBS) - 알렉산더 세바스찬(클로드 레인즈)
- 오페라의 유령 (KBS) - 앙드레 (사이먼 캘로)
- 용가리 - 머독 사령관
- 웨어 더 머니 이즈 (KBS) - 헨리 (폴 뉴먼)
- 음식남녀 (KBS) - 주사부 (랑웅)
- 의문의 실종 (KBS)
- 이레이저 (SBS) - 로버트 (제임스 칸)
- 이완 맥그리거의 인질 (KBS) - 셀린느의 아버지 (이언 홈)
- 인 굿 컴퍼니 (KBS) - 테디 K (말콤 맥도웰)
- 인간 로케티어 (KBS) - 피바디 (앨런 아킨)
- 인디아나 존스: 크리스탈 해골의 왕국 (KBS) - 옥슬리 박사 (존 허트)
- 인디펜던스 데이 (SBS) - 줄리어스 (저드 허시)
- 일요일의 아이들 (KBS) - 잉그마르 (페르 미베그)
- 청혼 (KBS) - 오델 (핼 홀브룩)
- 초대받지 않은 손님 (KBS) - 아버지 (스펜서 트레이시)
- 최종 분석 (SBS)
- 칠검 (KBS) - 부청주 (유가량)
- 쿵푸 프리즌 (KBS) - 사부 (데이비드 캐러딘)
- 크림슨 리버 2 (KBS) - 폰 가르텐 (크리스토퍼 리)
- 클라라의 결혼식 (KBS) - 엔리코 (오메로 안토누티)
- 키스 오브 드래곤 (SBS)
- 타임 투 킬 (KBS) - 누스 판사 (패트릭 맥구언)
- 토탈 리콜 (SBS) - 릭터 (마이클 아이언사이드)
- 투명인간 (KBS) - 샌즈 (프랭크 애슈모어)
- 트론 (KBS)
- 파르나서스 박사의 상상극장 (KBS) - 미스터 닉 (톰 웨이츠)
- 필라델피아 (KBS) - 필러 (제이슨 로버즈)
- 하몬드 가의 비밀 (KBS)
- 해바라기 (KBS) - 장경년 (쑨하이잉)
- 허리케인 카터 (KBS) - 델라페슈카 형사 (댄 헤다야)
- 형사 니코 (SBS) - 제곤 (헨리 실바)
- 황야의 결투 (KBS) - 와이어트(헨리 폰다)
- 흐르는 강물처럼 (KBS) - 맥클레인 목사 (톰 스커릿)
- SAS 특공대 (KBS) - 헤들리(토니 도일)
- LA 컨피덴셜 (KBS) - 스미스 반장 (제임스 크롬웰)
- 007 두 번 산다 (KBS) - 오사토(테루 시마다)
- 12명의 배심원 (KBS) - 배심원(세르게이 마코베츠키)
- 13번째 전사 (KBS) - 국왕(스벤 볼터)

### 내레이션
- 동물의 왕국(KBS)
- 동물의 세계(KBS)
- 이야기 속으로(MBC)
- 여덟 번의 감정

### 라디오
- 그림자 (대공수사실록) - 조총련 (MBC 라디오)[2]
- 해위 윤보선 추모특집 - 고독한 느티나무 (MBC 표준FM)[3]
- 환타지 특급 - 드래곤 라자(KBS)
- KBS 무대 10년(달의 바다)(KBS)
- KBS 무대 10년(동행)(KBS)
- 라디오 여행기(인도기행)(KBS)

### 드라마 해설
- 궁중잔혹사 - 꽃들의 전쟁(JTBC)
- 동양극장 (KBS)

### 광고
- 디카맥스
- KTF
- 쉐보레 올란도

## 같이 보기
- 한국방송 성우극회